# Капитанство Готия
Капитанство Го́тия (также Капитанство Готии; итал. Capitanatu Gottie) — специальное ведомство (оффиция) в составе генуэзской Газарии, созданное не ранее 1428 года для обеспечения эффективного военно-административного контроля над большей частью Южнобережья Крыма — от границ консульства Солдайи (занимавшего оставшуюся меньшую, восточную часть Южнобережья Крыма) до границ консульства Чембало на западе.

## География
Средневековые авторы, по мнению историков, под Готией подразумевали прибрежную полосу от Балаклавы до Судака, ограниченную на севере Яйлой. В договорах 1380 и 1381 года нет перечня поселений, которые перешли под юрисдикцию колонии в XIV веке, поэтому устоявшегося мнения о границах Капитанства Готии в научной литературе нет. Генуэзская Готия административно состояла из 4 консульств и включала территорию от района Алушты до Фороса. Восточная граница капитанства проходила между селениями Скути и Канака (delo Canecha) — последняя относилась к владениям хозяина Лусты и входила в округ Эллис. Согласно выборке населенных пунктов южного побережья Крыма, упоминаемых в генуэзских источниках, историки создали такой список из 11 селений (cazalii Gotie) для Готии (из известных 32 средневековых поселений Южнобережья):

| - Fori (Форос), - Chichineo (Кикинеиз), - Lupico (Алупка), - Muzacori (Мисхор), - Orianda (Ореанда), - Jallita (Ялта), | - Sicita (Никита), - Gorzovium (Гурзуф), - Pertenite (Партенит), - Lambadie (Биюк-Ламбат и Кучук-Ламбат), - Lusta (Алушта) |

По мнению Бертье-Делагарда генуэзская Готия простиралась от селения Туак на востоке до Фороса на западе; также он включал в состав небольшой поселок Канака (Canecha, Сапаса).
Не до конца ясно положение Лусты с окрестностями (округ Эллис (?)) в те годы, судя по источникам, входившей в сферу деятельности капитанства: её владелец, скорее всего, был местным феодалом, находившимся на службе у генуэзцев, в то же время являясь и вассалом Феодоро — А. Л. Бертье-Делагард определял статус Дербиберди как «двуподданство», а священники Лусты и её округи подчинялись митрополиту Готской епархии. Поскольку после 1441 года военных столкновений между генуэзцами и Феодоро не было, а в 60-х годах XV века генуэзцы активно ведут строительные работы по укреплению обороны Лусты и как она попала в подчинение феодоритов неясно Предполагают, что селения округи Лусты в последние десятилетия существования генуэзские колоний не входили в их юрисдикцию и что власть Феодоро в эти годы распространялась до границ Солдайского консульства.

## История
Договором от 28 ноября 1380 года, подписанным наместником Солхата Яркассом (Jharcas) (от имени хана) и консулом Каффы Джанноне дель Боско (от имени Великой Коммуны Генуи) и повторно подтверждённым договором от 23 февраля 1381 года с новым наместником Элиасом (Ильясом), в управление Генуе были переданы два района Крыма: Солдая с 18 селениями её округи и Готия: 
Готия с ее поселениями и народом, который суть христиане, от Чембало до Солдайи, должны принадлежать Великой Коммуне, и поселения, упомянутые выше, и народ, равно как и земли и воды, должны быть свободными [от Татарской империи] (лиг. Someieyoenti la Gotia, con li soy casay e cum lo so povo, li quay sum cristiani, da lo Cembaro fim in Soldaya, sea de lo grande comun, et sean franchi li sovrascriti casay, lo povo cum li soy terren cum le sue aygae)
На территории Готии изначально было создано 4 консульства: Consulatus Gorzoni (Гурзуф); Consulatus Pertinice (Партенит); Consulatus Jalite (Ялта); Consulatus Lusce (Алушта). Создание особого органа — капитанства Готии могло быть связано с консолидацией в 1420-х годах княжества Феодоро и угрозой его экспансии на Южный берег Крыма, вылившимися в войну 1433—1441 годов. После завоевания генуэзских колоний османскими войсками под командованием Гедик Ахмед-паши территория капитанства была включена в Мангупский кадылык эялета Кефе.

## Экономика
Наиболее значительную долю в экономике генуэзской Готии занимало виноградарство и виноделие, ввоз местных вин на каффийский рынок составлял около 2600 бочек со средним объёмом 12532 гектолитров и сбор налога с ввозимого вина давал коммуне Каффы 26000 аспров годового дохода. Были широко распространены посевы технических культур — льна и конопли, для обеспечения полотняного и канатого производства, из зерновых преобладали пшеница двузернянка (granit), рожи (ordei)xli и просо (milii).
В кажестве важнейшей части генуэзской торговли всегда оставалась работорговля. Считается, что в Средние Века через невольничьи рынки Крыма было продано порядка 3 млн человек.

## Структура управления
Структура и способы функционирования капитанства не очень ясны: в регистрах курии Каффы содержатся сведения, что высшим должностным лицом Готии в 1381—1387 году являлся викарий морского побережья Готии, в массариях Каффы упоминаются некоторые из них. В 1381 году викарием был Йоаннес де Камулио (лат. Iohannes de Camullio), в 1382 году — Кароло де Гримальди (лат. Carolus de Grimaldis), в 1386 году — Косма Грилло, которого сменил опять Йоханне де Камулио. Также известно, что в 4 поселениях — Лусте, Партените, Горзови и Яллите были свои консулы. Примерно с 1429 года порядок управления был изменён: появилась должность военного предводителя — капитан, назначаемый в Генуе сроком на 1 год. Считается, что капитан осуществлял военно-полицейские функции на этой территории; неизвестно и точное место пребывания капитана Готии. Александр Васильев считал, что чиновник, будучи подчиненным консулу и викарию главной генуэзской фактории, проживал в Каффе, где находилась его резиденция, Виктор Мыц высказал предположение, что центром «Капитанства Готия» являлась Луста, при этом об одном из капитанов Готии Николо Маффеи из документов известно, что он мог находиться от «пределов Каффы» до Перы и «других мест Великого Моря» (итал. Mare Majus). В «Уставе Каффы», утвержденном в Генуе 28 февраля 1449 года, глава № 34 состоит из одного параграфа, озаглавленном «О капитане Готии» (итал. De Capitanatu Gottie), в котором, в общих чертах, описаны права и обязанности должностного лица (с передачей колоний в 1454 году банку Св. Георгия капитан назначался «протекторами» банка). Институт капитанов Готии действовал до конца существования генуэзских колоний в Крыму в 1475 году — завоевания османскими войсками под командованием Гедик Ахмед-паши.

## Капитаны Готии
По опубликованным документам того времени известны многие капитаны Готии, как назначенные генуэзскими попечителями колоний, так и, после 1459 года, протекторами банка Св. Георгия. С 1459 года назначения на должность капитанов Готии следуют с небольшими перерывами до сентября 1474 года, что могло быть связано со строительством феодоритами в 1458 году крепости Фуна и других замков вблизи генуэзских поселений). С 1467 года в течение полутора лет должность оставалась вакантной: есть версия, что в это время оффиция была продана неизвестному лицу на указанный срок с торгов в Каффе; о периоде с 16 апреля 1468 по 3 июля 1470 года пока ничего не известно.
- 1429 год — Батиста де Гандино;
- 1448 год — Батиста Маркессано (назначен в Генуе 28 марта 1448 года — итал. Battisto Marchexano <…> capitaneum et pro capitaneo totius Gotie)[23]
- 1454 год — Бальтазаре де Андора (Badasar de Andorn) (видимости, вскоре отказался), в том же году назначен Зерино ди Каннето (Dexerinus de Caneto), затем 5 лет должность занята не была;
- 1459 год — Иеронимо Герарди, с 9 мая. Назначен банком Св. Георгия на два года[20][18];
- 1461 год — Франческо де Мари (Franciscuni de Mari), состоял в должности два года и два месяца;
- 1463 год — Анфреоне Каттанео (Anfreonus Cataneus), с 28 сентября на 13 месяцев;
- 1466 год — Христофоро де Франки Сакко (Christoferus de Francis Saccus), с 19 февраля 1466 года;
- 1466 год — Манфредо де Промонторио (Monfredus de Premontorio), с 16 февраля 1467 года сроком на 26 месяцев;
- 1470 год — Дессерино де Каннето, с 14 августа также на 26 месяцев;
- 1471 год — Джорджо Лаззарини, вступивший в должность особым решением протекторов банка Св. Георгия до окончания срока де Каннето;
- 1472 год — Николо Маффеи, с 18 февраля;
- 1473 год — Антонио Кальвини, на 26 месяцев[20].
- 1474 год — Джанагостино Каттанео (Gianagostino Cattaneo), с 10 сентября.

В известном «Деле братьев ди Гуаско» упоминаний о капитанах Готии нет — видимо, это связано с тем, срок полномочий Антонио Кальвини закончился 10 июля 1474 года, а его преемник Джагостино Каттанео назначен и получил в Генуе патент только 10 сентября и появился в Каффе не ранее середины декабря — событие могло совпадать с вакансией оффиции капитана Готии. Каттанео был последним генуэзским чиновником, — капитаном Готии до завоевания факторий турками летом 1475 года, его дальнейшая судьба неизвестна.